# Exechia pilifera
Exechia pilifera är en tvåvingeart som beskrevs av Loïc Matile 1979. Exechia pilifera ingår i släktet Exechia och familjen svampmyggor. Inga underarter finns listade i Catalogue of Life.